# Vladimir Gribov
Vladimir Gribov (n. 25 martie 1930, Leningrad, RSFS Rusă, URSS – d. 13 august 1997, Budapesta, Ungaria) a fost un fizician sovietic de origine evreiască, profesor, membru corespondent al Academiei de Științe a URSS, care a realizat lucrări fundamentale în domeniul teoriei cuantice a câmpurilor, considerat moștenitor al școlii Landau de fizică teoretică.

## Biografie și opera științifică
A absolvit Universitatea din Leningrad în anul 1951. În anii 1956- 1971 a lucrat în laboratorul de fizică teoretică de la Institutul de fizică și tehnologie („Ioffe”) din Leningrad al Academiei de Științe a URSS, iar în anii 1962- 1971 a fost șeful secției de fizică teoretică.
În anii 1971 a lucrat la Institutul de fizică nucleară („B. Konstantinov”) din Gatcina, fiind concomitent și profesor la Universitatea din Leningrad.
Din 1980 a fost șef al secției de fizică teoretică la Institutul de fizică teoretică („Landau”) din Moscova.
În anii 1990 a fost consultant la Institutul Central de fizică din Budapesta și la Institutul de cercetări nucleare din Bonn, (Germania).
În anul 1972 a fost ales membru corespondent al Academiei de Științe a URSS, în 1973 membru al Academiei Americane de științe și în 1974 membru din străinătate al Academiei de științe din Ungaria.
În anul 1971 a fost primul laureat al premiului „Landau” al Academiei de Științe a URSS. În anul 1991 a fost distins cu Premiul Sakurai al Societății de Fizică din SUA.

## Realizări științifice
Gribov a fost considerat în timpul vieții unul dintre cei mai mari specialiști în domeniul fizicii particulelor elementare și a teoriei cuantice a câmpurilor. A dezvoltat teoria regeonilor, a polulilor Regge din teoria cuantică a câmpurilor. În colaborare cu Bruno Pontecorvo a dezvoltat teoria oscilațiilor neutrinice.
Sunt extrem de citate lucrările lui Gribov și Lipatov despre difuzia adânc neelastică și anihilare a cuplurilor electon-pozitronice în hadroni. Autorii au obținut pentru prima dată funcțiile de evoluție ale proceselor. În cromodinamica cuantică sunt cunoscute ecuațiile lui Gribov și Doksiter (1977), pe de o parte și ale lui Altarelli și Parisi pentru ciocnirile de energie înaltă.
După unii fizicieni, în anul 1972, în timpul unui seminar la Institutul de fizică teoretică din Moscova, în discuții cu academicianul Iakov Zeldovici, ar fi prezis efectul lui Hawking de  generare a particulelor de către găuri negre, ca proces de dezintegrare a vidului în câmpul gravitațional al acestor găuri.
A formulat așa-numita problemă a ambiguității în teorii non-abeliene-gauge. De asemenea a emis ideea, că instantonii sunt rezultatul de fapt al unor efecte tunel cuantic în vid. A studiat problema confinementului quarkurilor.

## Alte informații
Începând din anul 2001, Societatea europeană de fizică decernează anual medalia Gribov pentru tineri cercetători în domeniul teoriei cuantice a câmpurilor.